# Ocell del paradís de Goldie
L'ocell del paradís de Goldie (Paradisaea decora) és una espècie d'ocell de la família dels paradiseids (Paradisaeidae) que habita zones boscoses de les illes Fergusson i Normanby, a l'Arxipèlag D'Entrecasteaux, front a la costa sud-est de Nova Guinea.